# Magda (motoryzacja)
Magda – czeski konstruktor samochodów sportowych i wyścigowych aktywny w latach 1936–1967.

## Historia
Firma Magda została założona przez kierowcę wyścigowego Jaroslava Vlčka w 1936 roku. Nazwę obrał ze względu na imię żony. Pierwszy stworzony przez niego samochód opierał się na częściach samochodu marki Nash. W 1947 roku Vlček skonstruował model Magda II z silnikiem FIAT, który wystartował między innymi w Grand Prix Czechosłowacji 1949. Na tym samochodzie opierały się także modele III i IV.
W późniejszych latach Vlček wyprodukował jeszcze kilka modeli, w tym roadster Magda VI (1955) oraz napędzane silnikami Wartburg samochody Formuły 3.

## Lista modeli
- Magda II (1947)
- Magda III (1950)
- Magda IV (1951)
- Magda V (1952)
- Magda VI (1955)
- Magda F3 (1961)